# Sheyţūr
Sheyţūr (persiska: شیطور, Shaitūr) är en ort i Iran.   Den ligger i provinsen Yazd, i den centrala delen av landet, 600 km sydost om huvudstaden Teheran. Sheyţūr ligger 1 872 meter över havet och antalet invånare är 266.
Terrängen runt Sheyţūr är varierad. Runt Sheyţūr är det glesbefolkat, med 15 invånare per kvadratkilometer. Sheyţūr är det största samhället i trakten. Trakten runt Sheyţūr är ofruktbar med lite eller ingen växtlighet.